# TOKYO温度
TOKYO温度（とうきょうおんど）は、株式会社ウェザーニューズが2006年8月1日〜8月31日まで実施したサポーター参加型企画である。
2007年度は、東京感測（とうきょうかんそく）と名称を変えて、企画を行っている。

## 概要
現在、地球規模で進行している地球温暖化によって都心部の温度変化はどうなるかを自らの目で確認することを目標とした企画。2006年7月27日より携帯電話サイトでモニター受付を開始し、同時に先着3000名へのデジタル温度計のプレゼントも行われた（受付開始当日中に3000名を超えている）。
また、毎週のお題のレポートを行う事が参加の前提である。
企画の目的として、天気予報における予想気温や気象観測における実況値と、実際の生活環境における体感温度との関係を明らかにすることにより、生活実感に即した気象情報製品を開発するための参考資料を得ることがある。このため、測定場所としては、主に路上、各種施設の屋内、運行中の列車内といったものが想定されている。よって、厳密には気象観測ではなく、環境測定に属する行為ということになる。

このことから、使用する温度計も「予報業務のための観測に用いる気象測器」としての規格を満たさない簡易なものとなっているが、気象業務法等の法令上、特段の問題はない。
ウェザーニューズは、発送した温度計に破損が見られることを発表した。その後再送するため、破損等が見つかったものは写真を撮影し送信するよう呼びかけている。

## 沿革
- 2006年8月9日 - 東京都丸の内地区で行われる「打ち水プロジェクト」に参加。おは天キャスター3期生全員が浴衣で登場。
- 2006年8月19日 - 日比谷公園で行われた「日比谷公園丸の内音頭大盆踊り大会」にカキ氷の模擬店を出展。ウェザーニュース携帯サイト会員に無料でカキ氷を振舞った。これに先立って、関東ch担当のおは天キャスター2人が氷屋でカキ氷の作り方の研修を受けている。
- 2007年7月24日 - 「東京感測」と改名して「感測隊員」の募集を開始。
- 2007年8月1日 - 丸ビル前で開催された「仲通り浴衣de打ち水」に参加。おは天キャスター6期生全員とBSお天気キャスター4名のうち3名（有川雅子がグローバルセンターに残り「Weathernews Update」と「夜はウェザーニュース」に出演）が浴衣で登場。

## レポート内容
毎週のお題を元に、それにあったことをレポートする。
例として、屋内の温度（自宅・オフィス・電車内など）や屋外（中心部で足元の温度と頭での温度の違い）などを報告する。